# Marie-Laure Ragot
Pour les articles homonymes, voir Ragot.
Marie-Laure Ragot est une musicologue française.

## Biographie
Elle enseigne à l'École normale de musique de Paris, ainsi qu'au Conservatoire de Tours. Elle est l'auteur d'une thèse universitaire sur la musique de Paul Dukas, ainsi que d'un ouvrage de référence sur son œuvre, en collaboration avec Simon-Pierre Perret. Cet ouvrage a reçu le Prix Bernier de l'Académie des beaux-arts. Elle est aussi l'auteur de plusieurs travaux et articles sur Darius Milhaud.

## Publications
- Lakmé de Léo Delibes, étude analytique et critique, mémoire sous la direction de Manfred Kelkel, Sorbonne, 1995.
- La maîtrise de Radio France, école de la voix, école de la vie, avec François-Gildas Tual, 122 pages, Paris, Radio France, 2001[6].
- Paul Dukas[7], avec Simon-Pierre Perret, 560 pages, Paris, Fayard, 2007[8].  (ISBN 978-2-213-63329-9)
- Le Troisième quatuor à cordes avec chant de Darius Milhaud, Streichquartett in der ersten Hälfte des 20. Jahrhunderts.